# Eleocharis urceolata
Eleocharis urceolata là loài thực vật có hoa trong họ Cói. Loài này được (Liebm.) Svenson mô tả khoa học đầu tiên năm 1937.